# Beňadiková
Beňadiková je naseljeno mjesto u okrugu Liptovský Mikuláš u Žilinskom kraju u Slovačkoj.

## Stanovništvo
| Godina:     | 1993. | 2003.   | 2013.   | 2023.    |
| ----------- | ----- | ------- | ------- | -------- |
| Broj ljudi: | 428   | 436     | 470     | 528      |
| Razlika:    |       | +1,86 % | +7,79 % | +12,34 % |

| Godina:     | 2022. | 2023.   |
| ----------- | ----- | ------- |
| Broj ljudi: | 540   | 528     |
| Razlika:    |       | -2,22 % |

Prema podatcima o broju stanovnika iz 2023. godine naselje je imalo 528 stanovnika.

## Vanjske poveznice
|  | Zajednički poslužitelj ima još gradiva o temi Beňadiková |

- Službena stranica naselja (sl.)